# Klotknölsnicka
Klotknölsnicka (Pohlia lescuriana) är en bladmossart som beskrevs av Harumi Ochi 1968. Klotknölsnicka ingår i släktet nickmossor, och familjen Bryaceae. Arten är reproducerande i Sverige. Inga underarter finns listade i Catalogue of Life.